# Mezzamorphis
Mezzamorphis es el segundo álbum de estudio de la banda de rock Delirious?. Fue lanzado en 1999 y representó un gran paso hacia un sonido más electrónico y secular para la banda recibiendo críticas en su mayoría positivas. Sin embargo, y a pesar de la aclamación de la crítica muchos fanes de Delirious? cuestionaron el álbum afirmando que la banda se había vendido a la industria secular.
Mezzamorphis tuvo dos sencillos "See the Star" e "It's OK", los cuales estuvieron dentro del Top 20 del UK Singles Chart, mientras que el álbum alcanzó el puesto número 25 en las listas de álbumes.

## Grabación y producción
En 1998 Delirious? volvió al estudio para grabar el álbum, durante ese año intercalaron sesiones de grabación con presentaciones en festivales verano a lo largo de los EE. UU. y el Reino Unido. La mayor parte de la grabación tuvo lugar en una vieja escuela en West Sussex. En palabras de Martin Smith: "un aula de clase se convirtió en una sala de control, y algunas habitaciones donde los estudiantes cenaban fueron transformadas en un set de batería. Al final de los primeros seis meses del tour de verano nos fuimos a un estudio más pequeño en Ford para terminar el álbum". La banda utilizó cortinas móviles para experimentar con diferentes sonidos de percusión y reverberaciones; La mayor parte de las baterías del álbum son naturales y sin procesar.
Para Mezzamorphis Delirious? destino su rumbo hacia un sonido más denso y electrónico inspirándose en Radiohead. El productor fue Tedd T, quien fue contratado para añadir los aspectos electrónicos a la producción. 
El disco fue mezclado por Jack Joseph Puig en Los Ángeles, California a principios de 1999. En palabras del guitarrista Stuart Garrard: "fuimos Martin y yo a Los Ángeles en enero durante tres semanas y nos sentamos con Jack para explicarle lo que estábamos haciendo y hacia dónde queríamos llegar con el álbum. Él fue muy perceptivo, tomó las pistas y las convirtió en algo que no hubiéramos podido hacer nosotros mismos". Puig mezcló el álbum profundizando el sonido del bajo llevándolo a un grado mayor de notabilidad.

## Contenido
Al igual que con el álbum anterior, Mezzamorphis manejó un midtempo; Canciones como "Bliss" y "Heaven" mostraron la nueva dirección electrónica adoptada por la banda que incorporó un Theremin y un contrabajo interpretado por el bajista Jon Thatcher; Además, Stuart Garrard utilizó sistemas de retardo Revox para los efectos de guitarra. 
Aunque Mezzamorphis no fue estrictamente un álbum conceptual, más de un crítico señaló que hay un tema principal de ir al cielo que se enfatiza en todo el álbum. La banda confirmó esto comentando: "tenemos que llegar a darnos cuenta que venimos del polvo, sin embargo, que un día vamos a encontrarnos con Jesús, mientras tanto estamos atrapados entre dos mundos. El cielo es mi hogar".
La primera canción "The Mezzanine Floor", es el tema central orientado al cambio musical de la banda. De acuerdo con Stuart Garrard: "sentimos que estamos en un punto más alto de donde estábamos, pero aún no estamos donde creemos que vamos a terminar. Por lo tanto, estamos en el camino, en el centro, en el medio. El nombre del álbum es una mezcla de dos términos metamorfosis y mezzanine.
Otro de los temas del álbum es la presión a la banda. La canción "Gravity" se refiere a las influencias del cielo y el mundo tirando de la banda en direcciones opuestas, mientras que "Metamorphis" según Stuart Garrard: "explora el hecho de que el mundo quiere que seamos como ellos, sin ser lo que deseamos". "Bliss" se refiere a las afirmaciones que acusaban a la banda de venderse, en palabras de Garrard: "sabemos exactamente hacia dónde queremos ir y hacia donde queremos llegar, pero no vamos a alejarnos de nuestra integridad como cristianos".

## Promoción, recepción y respuesta
El primer sencillo "See the Star", fue lanzado en el Reino Unido en 1999 vendiendo más de 5000 ejemplares en el primer día y 12 000 copias en la primera semana; esto fue suficiente para llevarlo al puesto número 16 en la lista de sencillos del Reino Unido y al número 2 en la sección independiente. Un año más tarde la banda lanzó otro sencillo "It's OK", el cual entró en la lista de sencillos en el número 18.
Mezzamorphis fue lanzado el 12 de abril de 1999. El álbum debutó en el número 25 de la lista de álbumes del Reino Unido y en la número 2 de la sección independiente. El álbum también alcanzó el número 2 en la lista de álbumes cristianos de los Estados Unidos.
La respuesta crítica del álbum fue generalmente positiva. La revista Rock Sound elogió el talento de la banda para escribir canciones pop y dijo: "Delirious? definitivamente una de las más brillantes nuevas bandas de Gran Bretaña", mientras que el Q (revista) nombró a la banda como: "La cosa más caliente que ha salido del rock cristiano" y predijo: "Mezzamorphis será el álbum que los llevara al éxito". Cross Rhythms dio el visto diez de diez al álbum catalogándolo como un: "Clásico absoluto".

## Lista de canciones

### UK
1. "The Mezzanine Floor"
2. "Heaven"
3. "Follow"
4. "Bliss"
5. "It's OK"
6. "Metamorphis"
7. "See the Star"
8. "Gravity"
9. "Beautiful Sun"
10. "Love Falls Down"
11. "Blindfold"
12. "Kiss Your Feet"

### US
1. "The Mezzanine Floor"
2. "Heaven"
3. "Follow"
4. "Bliss"
5. "Beautiful Sun"
6. "Metamorphis"
7. "See the Star"
8. "Gravity"
9. "It's OK"
10. "Love Falls Down"
11. "Blindfold"
12. "Kiss Your Feet"
13. "Jesus' Blood"
14. "Deeper 99"

### Chart
| Año  | Lista                      | Posición |
| ---- | -------------------------- | -------- |
| 1999 | Billboard Christian Albums | 2        |
| 1999 | Top Heatseekers            | 5        |
| 1999 | UK Albums Chart            | 25       |